# Luçay-le-Mâle

Luçay-le-Mâle este o comună în departamentul Indre, Franța. În 1 ianuarie 2022 avea o populație de 1.315 de locuitori.